# NGC 7814
Az NGC 7814 (más néven Caldwell 43) egy spirálgalaxis a Pegasus csillagképben.

## Felfedezése
William Herschel fedezte fel 1784. október 8-án.

## Tudományos adatok
Körülbelül 1050 km/s sebességgel távolodik tőlünk.